# Ferrisidea prosopidis
Ferrisidea prosopidis är en insektsart som först beskrevs av Ferris 1921.  Ferrisidea prosopidis ingår i släktet Ferrisidea och familjen pansarsköldlöss. Inga underarter finns listade i Catalogue of Life.